# Facundo (actor)
Esteban Facundo Gómez Bruera (Ciudad de México, 29 de abril de 1978), más conocido como Facundo, actor, comediante y conductor de televisión mexicano. En 2002 fue participante del programa de telerrealidad de Televisa Big Brother VIP primera edición, junto a Arath de la Torre, Galilea Montijo, Alejandro Ibarra, entre otros.

## Biografía
Hijo de inmigrantes argentinos que se refugiaron en México durante la dictadura de Jorge Rafael Videla, nació y creció en Coyoacán, Ciudad de México.
Participó en la primera temporada del reality show Big Brother VIP, quedandose con el segundo lugar.
Luego de su salida del reality, conduce el programa de radio ¡Ya parate! en la cadena Los 40 Principales junto a Tamara Vargas y Omar Chaparro.
En 2005 inicia el prógrama Incógnito para Canal 5, emisión donde hace bromas a la gente, culminó en agosto de 2008.
En 2012 participa en el programa ¡Ya parate!: El experimento junto a los conductores de la misma emisión de radio y en 2013 conduce el programa Turnocturno, el cual tiene un formato similar a Incógnito pero no cuenta con la irreverencia ni el índice de audiencia del programa que le dio fama. El día jueves 17 de septiembre finalizó, después de 2 años de transmisión.
En marzo de 2017 anuncia su participación en el reality show La Isla en TV Azteca, quedando en segundo lugar de la competencia.
Posterior a su participación en La Isla, ingresa a TV Azteca en la emisión Mi Pareja Puede, después de su salida de Televisa, se integra oficialmente a la televisora, donde participó en grandes eventos como la Copa Mundial de Fútbol 2018 y Los Juegos Olímpicos de Tokio 2020, en emisiones como Resistiré, Cazatesoros y la 93.ª edición de los Premios Óscar. También apareció en programas de la televisora como: Ventaneando, Venga la alegría y Los Protagonistas.
En 2022 regresó a la cadena Televisa, tras 5 años para promocionar su programa ¿Cuál es el Bueno?, el nuevo game show de TelevisaUnivision y Endemol Shine Boomdog con la producción de Eduardo Suárez Castellot, Yahir Vega y Virginia Ramírez.
En 2023, Facundo se convirtió en embajador de marca de la plataforma de juegos en línea mexicana PlayUZU, y en 2024 se convirtió en el primer influencer mexicano conocido en lanzar su propio juego de tragamonedas en línea.
En 2024, se convirtió en el conductor del programa ¿Cuál es el Bueno?, transmitido por TelevisaUnivision y Endemol Shine Boomdog, marcando su regreso a la televisión tras una pausa de cinco años luego de su salida de TV Azteca.
En junio de 2025, TelevisaUnivision anunció a Facundo Gómez como el primer participante confirmado para la tercera temporada de La casa de los famosos México, un reality show de 24 horas que comenzó el 27 de julio de 2025.

## Doblaje
- Rugrats: Vacaciones Salvajes (2003) - Firulais
- Donkey Xote (2007) - Rocinante
- Colorín Colorado, este cuento no ha acabado (2007) - Mambo
- Beach Buggy Show (2012-2015) - El Zipo
- Mortadelo y Filemón contra Jimmy el Locuaz (2014) - Mortadelo
- Un gallo con muchos huevos (2015) - Soup Duck
- Tortugas Ninja 2: Fuera de las sombras (2016) - Kraang

## Otros programas

### Televisión
- Que Rayoz (1995-1997) (ZAZ) ... Presentador
- Ogbrom grubi (1997-1998) (Telehit) ... Presentador
- Central de Música (1998) (Telehit) ... Presentador
- Depasónico (1998-2000) ... Presentador
- Toma Libre (2000-2004) ... Presentador
- Big Brother VIP (2002) ... Participante (2.o lugar)
- Incógnito (2005-2008) ... Presentador
- Destapados Sprite (2008) ... Presentador
- Hazme reír y serás millonario (2009) ... Participante
- ¡Ya Párate! El Experimento (2012) ... Participante
- Turnocturno (2013-2015) ... Presentador
- Parodiando: Noches de Traje (2015) ... Participante
- Escuela para maridos México (2016) ... Presentador[11]
- La Isla, el Reality (2017) ... Participante (2.o lugar)
- Mi pareja puede (2018-2020) ... Presentador
- Resistiré (2019) (Mega, MTV y TV Azteca) ... Presentador
- Cazatesoros (2021) ... Presentador
- ¿Cuál es el Bueno? (2022-2024) ... Presentador
- La casa de los famosos México (2023-2024) ... Panelista invitado
- La casa de los famosos México (2025) ... Concursante[12]

### Radio
- Sonomas (1999-2000) ... Locutor y productor en el programa de radio transmitido en vox FM 101.7
- Ya párate! (2002-2024)[13]

## Popularidad
Tras la cancelación de su programa Toma Libre, Facundo estuvo un tiempo fuera de los reflectores del espectáculo, pero al poco tiempo regresó con el programa Incógnito, el cual contó con mayor popularidad que su primer programa.
El programa televisivo Incógnito alcanzó mucha popularidad entre la gente debido a su humor tan irreverente. Era común encontrar a Facundo por la calle haciendo bromas y sketches en la zona de Coyoacán en la Ciudad de México. En la sección "cazafantasmas" de su programa Facundo se aventura a un cementerio, donde se encuentra una figura femenina postrada sobre una tumba a las 01:28 AM saliendo huyendo el y su equipo de producción: conocido popularmente como "Facundo y la niña del panteón",  es uno de los momentos más recordados del programa.
En este programa consiguieron un personaje sacado de las calles de México, un indigente apodado Changoleón, cuyo nombre es Samuel, a quien se le podía encontrar en el centro de Coyoacán alcoholizado y quien una vez que se presentó en televisión con Facundo, logró una gran popularidad entre la gente.
En 2006 su programa se quedó sin presupuesto y Facundo agradeció la ayuda del público para seguir transmitiendo.
Gracias a su popularidad y poder de convocatoria, llamó a una marcha de protesta en el 2007 en contra de la deportación de las bailarinas extranjeras de table dance que trabajan ilegalmente en la Ciudad de México, así como por los derechos de estas bailarinas, extranjeras y nacionales conocidas popularmente como teiboleras. Sin embargo a pesar del interés social por la marcha, las cosas salieron de control y los siete mil asistentes causaron disturbios en el centro de la Ciudad, lo que terminó con el arresto de Facundo Gómez. Las autoridades le prohibieron acudir a cualquier tipo de manifestación social por algunas semanas. Incógnito salió del aire.
En el año 2009, se integra al elenco del nuevo programa dominical de Televisa: Hazme reír y serás millonario, junto a Mario Cuevas "La Garra" e Ileana, una desconocida en el mundo del espectáculo. Funge come eliminador en la competencia. Entró en el lugar de Carlos Espejel, cuando éste fue eliminado.